# 문법사
문법사는 대한민국의 마술사다.

## 방송
- 마법의 왕 (2012)
- WANNA B (2017) - 11위
- 두뇌가 펑 아이큐 매직
- Moon's Illusion Magic Show (2019)

## 공연
- 로또 (2015)
- 매지컬 〈문법사의 생활마술〉 (2018)
- 홀로그램 뮤지컬 〈마술탐정 문법사〉 - 익산 (2019)
- 일루젼 매직쇼 슈퍼 액션 (2019)
- 마술탐정 문법사 시즌2 (2019)
- 마술탐정 문법사 - 장미의 전쟁 (2019)
- 신비로운 여신수업 (2020)